# Pingo Chuva
Pingo Chuva es una localidad caboverdiana repartida entre los municipios de Santa Catarina y São Miguel.

## Geografía
La localidad está situada en la isla de Santiago.

## Organización territorial
La localidad abarca los lugares y barrios de:
- Batcharé
- Chão Gomes
- Cidreira
- Covão de Tras
- Cruz de Bedja
- Lém Gomes
- Pingo Chuva
- Ponta
- Redonda
- Romão
- Simão Nunes

La mayoría de estos lugares forman parte de la freguesía de Santa Catarina excepto Simão Nunes que está distribuido entre esta freguesía y la de São Miguel Arcanjo.